# Schiffnerula hippocrateae
Schiffnerula hippocrateae är en svampart som beskrevs av Hansf. 1949. Schiffnerula hippocrateae ingår i släktet Schiffnerula och familjen Englerulaceae.   Inga underarter finns listade i Catalogue of Life.